# Liste des porte-drapeaux à la cérémonie d'ouverture des Jeux olympiques d'été de 2024
La liste ci-dessous répertorie les porte-drapeaux présents lors de la parade des nations de la cérémonie d'ouverture des Jeux olympiques d'été de 2024 qui se déroule sur la Seine, où des bateaux-mouches descendent avec les athlètes des différentes délégations pour se rendre vers les Jardins du Trocadéro.

## Ordre du défilé
Cette liste est classée dans l'ordre dans lequel les délégations nationales défilent. Chaque comité national peut choisir deux porte-drapeaux, un homme et une femme.
Conformément à la tradition, la délégation ouvrant la marche est celle de la Grèce, en sa qualité de pays fondateur des Jeux olympiques, et la dernière, clôturant la parade, est celle du pays hôte, ici la France. Les autres comités nationaux défilent dans l'ordre alphabétique de la langue de la nation organisatrice, en l'occurrence le français.
L'équipe olympique des réfugiés est la deuxième délégation, après la Grèce, alors que les futurs pays hôtes clôturent le défilé en avant-dernière position, soit l'Australie pour les Jeux de Brisbane 2032, puis les États-Unis pour les Jeux de Los Angeles 2028.
Les délégations de la Corée du Nord et la Corée du Sud auraient dû se suivre si l'on considère l'ordre lexicographique, mais, ces deux pays étant en guerre, la Corée du Nord défile en 153e position sous son nom de forme longue, République populaire démocratique de Corée, entre le Qatar et la Roumanie. Par ailleurs, lorsque la délégation sud-coréenne est annoncée en tant que 48e nation, les présentateurs annoncent, en français puis en anglais, la « République populaire démocratique de Corée » au lieu de « République de Corée », entraînant la protestation du Comité olympique sud-coréen et des excuses de la part du Comité international olympique.

## Liste des porte-drapeaux
Si des nations ne sont pas représentées par un athlète, leurs drapeaux sont alors portés par des volontaires.
| N°  | Pays                             | Porte-drapeau masculin           | Porte-drapeau masculin | Porte-drapeau féminin                 | Porte-drapeau féminin  | Barge                 | Ref.    |
| N°  | Pays                             | Athlète                          | Discipline             | Athlète                               | Discipline             | Barge                 | Ref.    |
| --- | -------------------------------- | -------------------------------- | ---------------------- | ------------------------------------- | ---------------------- | --------------------- | ------- |
| 01  | Grèce                            | Giánnis Antetokoúnmpo            | Basket-ball            | Antigóni Drisbióti                    | Athlétisme             | Don Juan II           | [ 5 ]   |
| 02  | Équipe olympique des réfugiés    | Yahya Al-Ghotany                 | Taekwondo              | Cindy Ngamba                          | Boxe                   | Le Gavroche           | [ 6 ]   |
| 03  | Afghanistan                      | Sha Mahmood Noor Zahi (en)       | Athlétisme             | Fariba Hashimi                        | Cyclisme               | La Flûte              | [ 3 ]   |
| 04  | Afrique du Sud                   | Akani Simbine                    | Athlétisme             | Caitlin Rooskrantz                    | Gymnastique artistique | La Flûte              | [ 7 ]   |
| 05  | Albanie                          | Zelimkhan Abakarov (en)          | Lutte                  | Kaltra Meça                           | Natation               | La Flûte              | [ 3 ]   |
| 06  | Algérie                          | Yasser Triki                     | Athlétisme             | Amina Belkadi                         | Judo                   | La Flûte              | [ 8 ]   |
| 07  | Allemagne                        | Dennis Schröder                  | Basket-ball            | Anna-Maria Wagner                     | Judo                   | La Flûte              | [ 9 ]   |
| 08  | Andorre                          | Nahuel Carabaña (en)             | Athlétisme             | Mònica Dòria Vilarrubla               | Canoë-kayak            | Tivano                | [ 10 ]  |
| 09  | Angola                           | Edmilson Pedro                   | Judo                   | Azenaide Carlos                       | Handball               | Tivano                | ,       |
| 010 | Antigua-et-Barbuda               | Cejhae Greene                    | Athlétisme             | Joella Lloyd (en)                     | Athlétisme             | Isabelle Adjani       | [ 12 ]  |
| 011 | Arabie saoudite                  | Ramzy al-Duhami                  | Équitation             | Dunya Abutaleb                        | Taekwondo              | Isabelle Adjani       | [ 13 ]  |
| 012 | Argentine                        | Luciano De Cecco                 | Volley-ball            | Rocío Sánchez Moccia                  | Hockey sur gazon       | Isabelle Adjani       | [ 14 ]  |
| 013 | Arménie                          | Davit Chaloyan                   | Boxe                   | Varsenik Manucharyan (en)             | Natation               | Isabelle Adjani       | [ 15 ]  |
| 014 | Aruba                            | Mikèl Schreuders                 | Natation               | Chloë Farro                           | Natation               | Isabelle Adjani       | [ 16 ]  |
| 015 | Autriche                         | Felix Oschmautz                  | Canoë-kayak (slalom)   | Michaela Polleres                     | Judo                   | Tennessee             | [ 17 ]  |
| 016 | Azerbaïdjan                      | Mahammad Abdullayev              | Boxe                   | Gultaj Mammadaliyeva (az)             | Judo                   | Tennessee             | [ 18 ]  |
| 017 | Bahamas                          | Steven Gardiner                  | Athlétisme             | Devynne Charlton                      | Athlétisme             | Tennessee             | [ 19 ]  |
| 018 | Bahreïn                          | Saud Ghali                       | Natation               | Amani Al-Obaidli                      | Natation               | Riverlounge           | [ 20 ]  |
| 019 | Bangladesh                       | Sagor Islam                      | Tir à l'arc            | Sonia Khatun                          | Natation               | Paris Yacht 1         | [ 21 ]  |
| 020 | Barbade                          | Jack Kirby (sr)                  | Natation               | Sada Williams                         | Athlétisme             | Paris Montparnasse    | [ 22 ]  |
| 021 | Belgique                         | Jérôme Guéry                     | Équitation             | Emma Meesseman                        | Basket-ball            | Paris Montparnasse    | [ 23 ]  |
| 022 | Belize                           | Shaun Gill (en)                  | Athlétisme             | NC                                    | NC                     | Paris Montparnasse    | [ 3 ]   |
| 023 | Bénin                            | Valentin Houinato                | Judo                   | Noélie Yarigo                         | Athlétisme             | Paris Montparnasse    | .       |
| 024 | Bermudes                         | Jah-Nhai Perinchief              | Athlétisme             | Adriana Penruddocke                   | Voile                  | Paris Montparnasse    | [ 25 ]  |
| 025 | Bhoutan                          | Sangay Tenzin                    | Natation               | Kinzang Lhamo                         | Athlétisme             | The Murano            | [ 3 ]   |
| 026 | Bolivie                          | Héctor Garibay                   | Athlétisme             | María José Ribera (en)                | Natation               | Le Martin Pêcheur     | [ 26 ]  |
| 027 | Bosnie-Herzégovine               | Mesud Pezer                      | Athlétisme             | Larisa Cerić                          | Judo                   | Le Martin Pêcheur     | [ 27 ]  |
| 028 | Botswana                         | Letsile Tebogo                   | Athlétisme             | Maxine Egner                          | Natation               | Le Martin Pêcheur     | [ 28 ]  |
| 029 | Brésil                           | Isaquias Queiroz                 | Canoë-kayak            | Raquel Kochhann (en)                  | Rugby à sept           | Bel Ami               | [ 29 ]  |
| 030 | Brunei                           | Zeke Chan                        | Natation               | Hayley Wong                           | Natation               | Melody Blues          | [ 3 ]   |
| 031 | Bulgarie                         | Lyubomir Epitropov               | Natation               | Stanimira Petrova                     | Boxe                   | Melody Blues          | [ 30 ]  |
| 032 | Burkina Faso                     | Hugues Fabrice Zango             | Athlétisme             | Marthe Koala                          | Athlétisme             | Melody Blues          | [ 31 ]  |
| 033 | Burundi                          | Belly-Cresus Ganira              | Natation               | Ange Ciella Niragira                  | Judo                   | Melody Blues          | [ 3 ]   |
| 034 | Cap-Vert                         | Daniel Varela de Pina            | Boxe                   | Djamila Silva                         | Judo                   | Melody Blues          | [ 32 ]  |
| 035 | Îles Caïmans                     | Jordan Crooks                    | Natation               | Charlotte Webster                     | Voile                  | Farö                  | [ 33 ]  |
| 036 | Cambodge                         | Chhun Bunthorn (en)              | Athlétisme             | Apsara Katarina Sakbum                | Natation               | Corto                 | ,       |
| 036 | Cameroun                         | Emmanuel Eseme                   | Athlétisme             | Richelle Anita Soppi Mbella           | Judo                   | Coche D'Eau           | [ 3 ]   |
| 037 | Canada                           | Andre De Grasse                  | Athlétisme             | Maude Charron                         | Haltérophilie          | Coche D'Eau           | [ 35 ]  |
| 039 | République centrafricaine        | Terence Tengue                   | Natation               | Nadia Guimendego                      | Judo                   | Coche D'Eau           | ,       |
| 040 | Chili                            | Nicolás Jarry                    | Tennis                 | Antonia Abraham                       | Aviron                 | Coche D'Eau           | [ 37 ]  |
| 041 | Chine                            | Ma Long                          | Tennis de table        | Feng Yu                               | Natation artistique    | Coche D'Eau           | [ 38 ]  |
| 042 | Chypre                           | Milan Trajkovic                  | Athlétisme             | Elena Kulichenko                      | Athlétisme             | L'Hydraseine          | [ 39 ]  |
| 043 | Colombie                         | Kevin Quintero                   | Cyclisme               | Flor Ruíz                             | Athlétisme             | L'Hydraseine          | [ 40 ]  |
| 044 | Comores                          | Hachim Maaroufou                 | Athlétisme             | Maesha Saadi                          | Natation               | L'Hydraseine          | ,       |
| 045 | République du Congo              | Freddy Mayala                    | Natation               | Natacha Ngoye Akamabi                 | Athlétisme             | Victoria 1            | ,       |
| 046 | République démocratique du Congo | Dominique Lasconi Mulamba        | Athlétisme             | Brigitte Mbabi                        | Boxe                   | Excellence            | [ 3 ]   |
| 047 | Îles Cook                        | Alex Beddoes (en)                | Athlétisme             | Lanihei Connolly (en)                 | Natation               | Excellence            | [ 3 ]   |
| 048 | Corée du Sud                     | Woo Sang-hyeok                   | Athlétisme             | Kim Seo-yeong                         | Natation               | Excellence            | [ 43 ]  |
| 049 | Costa Rica                       | Gerald Drummond                  | Athlétisme             | Milagro Mena                          | Cyclisme               | Excellence            | [ 44 ]  |
| 050 | Côte d'Ivoire                    | Cheick Sallah Cissé              | Taekwondo              | Maboundou Koné                        | Athlétisme             | Excellence            | ,       |
| 051 | Croatie                          | Giovanni Cernogoraz              | Tir                    | Barbara Matić                         | Judo                   | Rivoli                | [ 46 ]  |
| 052 | Cuba                             | Julio César de la Cruz           | Boxe                   | Idalys Ortíz                          | Judo                   | Paris Montmartre      | ,       |
| 053 | Danemark                         | Niklas Landin Jacobsen           | Handball               | Anne-Marie Rindom                     | Voile                  | Paris Montmartre      | [ 49 ]  |
| 054 | Djibouti                         | Mohamed Ismail Ibrahim           | Athlétisme             | Samiyah Hassan Nour                   | Athlétisme             | Paris Montmartre      | [ 3 ]   |
| 055 | République dominicaine           | Audrys Nin Reyes                 | Gymnastique artistique | Marileidy Paulino                     | Athlétisme             | Dauphine              | .       |
| 056 | Dominique                        | Dennick Luke (en)                | Athlétisme             | Thea LaFond                           | Athlétisme             | Paris Étoile          | [ 51 ]  |
| 057 | Égypte                           | Ahmed El-Gendy                   | Pentathlon moderne     | Sara Ahmed                            | Haltérophilie          | Paris Étoile          | [ 52 ]  |
| 58  | Salvador                         | Uriel Canjura (en)               | Badminton              | Celina Márquez (en)                   | Natation               | Paris Étoile          | [ 53 ]  |
| 059 | Émirats arabes unis              | Omar Al Marzouqi                 | Équitation             | Safia Al Sayegh                       | Cyclisme               | Le Henri IV           | [ 54 ]  |
| 060 | Équateur                         | Julio Mendoza Loor (en)          | Équitation             | Neisi Dajomes                         | Haltérophilie          | Le Henri IV           | ,       |
| 061 | Érythrée                         | Biniam Girmay                    | Cyclisme               | Christina Nach                        | Natation               | Le Henri IV           | [ 3 ]   |
| 062 | Espagne                          | Marcus Cooper Walz               | Canoë-kayak            | Támara Echegoyen                      | Voile                  | Pierre Bellon         | [ 57 ]  |
| 063 | Estonie                          | Klen Kristofer Kaljulaid         | Judo                   | Reena Pärnat (en)                     | Tir à l'arc            | Pierre Bellon         | [ 58 ]  |
| 064 | Eswatini                         | Chadd Ng Chiu Hing Ning          | Natation               | Hayley Hoy                            | Natation               | Vernazza              | [ 3 ]   |
| 065 | Éthiopie                         | Misgana Wakuma                   | Athlétisme             | Lina Alemayehu Selo                   | Natation               | Mistinguett           | [ 3 ]   |
| 066 | Fidji                            | Viliame Ratulu                   | Voile                  | Raijieli Daveua (en)                  | Rugby à sept           | Mistinguett           | [ 59 ]  |
| 067 | Finlande                         | Eetu Kallioinen (en)             | Tir                    | Sinem Kurtbay (en)                    | Voile                  | Mistinguett           | [ 60 ]  |
| 068 | Gabon                            | Wissy Franck Hoye Yenda Moukoula | Athlétisme             | Noélie Annette Lacour                 | Natation               | Kaïros                | [ 3 ]   |
| 069 | Gambie                           | Faye Njie                        | Judo                   | Gina Bass                             | Athlétisme             | Joséphine             | [ 3 ]   |
| 070 | Géorgie                          | Lasha Talakhadze                 | Haltérophilie          | Nino Salukvadze                       | Tir                    | Joséphine             | [ 61 ]  |
| 071 | Ghana                            | Joseph Amoah                     | Athlétisme             | Rose Yeboah                           | Athlétisme             | Marinella             | ,       |
| 072 | Grande-Bretagne                  | Tom Daley                        | Plongeon               | Helen Glover                          | Aviron                 | Jeanne Moreau         | [ 63 ]  |
| 073 | Grenade                          | Lindon Victor                    | Athlétisme             | Tilly Collymore                       | Natation               | Jeanne Moreau         | ,       |
| 074 | Guam                             | Joseph Green                     | Athlétisme             | Rckaela Aquino (en)                   | Lutte                  | Jeanne Moreau         | [ 3 ]   |
| 075 | Guatemala                        | Kevin Cordón (en)                | Badminton              | Waleska Soto (en)                     | Tir                    | Jeanne Moreau         | [ 65 ]  |
| 076 | Guinée                           | Naby Keïta                       | Football               | Fatoumata Sylla                       | Tir à l'arc            | Le Chansonnier        | ,       |
| 077 | Guinée-Bissau                    | Diamantino Iuna Fafé             | Lutte                  | NC                                    | NC                     | Le Chansonnier        | [ 3 ]   |
| 078 | Guinée équatoriale               | Higinio Ndong Obama              | Natation               | Sefora Ada Eto                        | Athlétisme             | Le Chansonnier        | [ 3 ]   |
| 079 | Guyana                           | Emanuel Archibald                | Athlétisme             | Chelsea Edghill                       | Tennis de table        | Le Chansonnier        | [ 67 ]  |
| 080 | Haïti                            | Philippe-Abel Metellus           | Judo                   | Lynnzee Brown (en)                    | Gymnastique            | Caïpirinha            | [ 68 ]  |
| 081 | Honduras                         | Kevin Mejía (es)                 | Lutte                  | Julimar Ávila (en)                    | Natation               | Europa                | [ 3 ]   |
| 082 | Hong Kong                        | Cheung Ka Long                   | Escrime                | Siobhán Bernadette Haughey            | Natation               | Europa                | [ 69 ]  |
| 083 | Hongrie                          | Krisztián Tóth                   | Judo                   | Blanka Böde-Bíró                      | Handball               | Europa                | [ 70 ]  |
| 084 | Inde                             | Sharath Kamal                    | Tennis de table        | P. V. Sindhu                          | Badminton              | Le Jean-Bruel         | [ 71 ]  |
| 085 | Indonésie                        | Bernard Van Aert                 | Cyclisme               | Maryam Maharani                       | Judo                   | Le Jean-Bruel         | ,       |
| 086 | Iran                             | Mahdi Olfati                     | Gymnastique artistique | Neda Shahsavari (en)                  | Tennis de table        | Le Jean-Bruel         | [ 73 ]  |
| 087 | Irak                             | Ali Ammar Yusur Rubaiawi         | Haltérophilie          | NC                                    | NC                     | Evasion               | [ 3 ]   |
| 088 | Irlande                          | Shane Lowry                      | Golf                   | Sarah Lavin                           | Athlétisme             | Evasion               | [ 74 ]  |
| 089 | Islande                          | Hákon Þór Svavarsson             | Tir                    | Edda Hannesdóttir                     | Triathlon              | Le Mulet Coureau      | [ 75 ]  |
| 090 | Israël                           | Peter Paltchik                   | Judo                   | Andrea Murez                          | Natation               | Le Mulet Coureau      | [ 76 ]  |
| 091 | Italie                           | Gianmarco Tamberi                | Athlétisme             | Arianna Errigo                        | Escrime                | Le Mulet Coureau      | [ 77 ]  |
| 092 | Jamaïque                         | Josh Kirlew                      | Natation               | Shanieka Ricketts                     | Athlétisme             | Le Mulet Coureau      | [ 78 ]  |
| 093 | Japon                            | Shigeyuki Nakarai (en)           | Breakdance             | Misaki Emura                          | Escrime                | La Galiote            | [ 79 ]  |
| 094 | Jordanie                         | Saleh Al-Sharabaty               | Taekwondo              | Rama Abu Al-Rub                       | Taekwondo              | La Galiote            | [ 80 ]  |
| 095 | Kazakhstan                       | Aslanbek Shymbergenov            | Boxe                   | Olga Safronova                        | Athlétisme             | La Galiote            | [ 81 ]  |
| 096 | Kenya                            | Ferdinand Omanyala               | Athlétisme             | Triza Atuka                           | Volley-ball            | La Galiote            | [ 82 ]  |
| 097 | Kirghizistan                     | Erlan Sherov (en)                | Judo                   | Elizaveta Pecherskikh                 | Judo                   | Le Rhône              | ,       |
| 098 | Kiribati                         | Kaimauri Erati                   | Haltérophilie          | Nera Tiebwa                           | Judo                   | Le Buci               | [ 3 ]   |
| 099 | Kosovo                           | Akil Gjakova                     | Judo                   | Nora Gjakova                          | Judo                   | Arletty               | [ 84 ]  |
| 100 | Koweït                           | Yousef Al-Shamlan                | Escrime                | Soaad Al-Faqaan                       | Aviron                 | Arletty               | [ 85 ]  |
| 101 | Laos                             | Steven Insixiengmay (en)         | Natation               | Silina Pha Aphay (en)                 | Athlétisme             | Arletty               | [ 3 ]   |
| 102 | Lesotho                          | Tebello Ramakongoana (en)        | Athlétisme             | Michelle Tau                          | Taekwondo              | Arletty               | [ 3 ]   |
| 103 | Lettonie                         | Nauris Miezis                    | Basket-ball            | Tīna Graudiņa (en)                    | Beach-volley           | Le Montebello         | [ 86 ]  |
| 104 | Liban                            | Simon Douelhy                    | Natation               | Laetitia Aoun (en)                    | Taekwondo              | Le Montebello         | [ 3 ]   |
| 105 | Liberia                          | Emmanuel Matadi                  | Athlétisme             | Thelma Davies                         | Athlétisme             | Le Montebello         | [ 3 ]   |
| 106 | Libye                            | Mohammed Bukrah                  | Aviron                 | Mek Almukhtar                         | Natation               | Le Montebello         | [ 3 ]   |
| 107 | Liechtenstein                    | Romano Püentener                 | VTT                    |                                       |                        | Loceynius             | [ 3 ]   |
| 108 | Lituanie                         | Rytis Jasiūnas (lt)              | Voile                  | Justina Vanagaitė (en)                | Équitation             | Loceynius             | [ 87 ]  |
| 109 | Luxembourg                       | Bob Bertemes                     | Athlétisme             | Ni Xia Lian                           | Tennis de table        | Le Rocca II           | [ 88 ]  |
| 110 | Macédoine du Nord                | Dario Ivanovski (en)             | Athlétisme             | Miljana Reljiḱ                        | Taekwondo              | Le Rocca II           | [ 89 ]  |
| 111 | Madagascar                       | Fabio Rakotoarimanana            | Tennis de table        | Rosina Randafiarison                  | Haltérophilie          | Le Rocca II           | ,       |
| 112 | Malaisie                         | Bertrand Rhodict Lises           | Plongeon               | Nur Shazrin Mohd Latif                | Voile                  | JS Mouche             | [ 91 ]  |
| 113 | Malawi                           | Filipe Gomes (en)                | Natation               | Asimenye Simwaka                      | Athlétisme             | JS Mouche             | [ 3 ]   |
| 114 | Maldives                         | Ibadulla Adam                    | Athlétisme             | Fathimath Dheema Ali (en)             | Tennis de table        | JS Mouche             | [ 92 ]  |
| 115 | Mali                             | Alexien Kouma (no)               | Natation               | Marine Camara                         | Boxe                   | Paris Iéna            | [ 3 ]   |
| 116 | Malte                            | Gianluca Chetcuti                | Tir                    | Sasha Gatt (en)                       | Natation               | Paris Iéna            | [ 93 ]  |
| 117 | Maroc                            | Yassine Rahmouni                 | Équitation             | Inès Laklalech                        | Golf                   | Paris Iéna            | [ 94 ]  |
| 118 | Îles Marshall                    | William Reed                     | Athlétisme             | Mathlynn Sasser                       | Haltérophilie          | Le Black Swan         | [ 3 ]   |
| 119 | Maurice                          | Jean Gael Laurent L'Entete       | Triathlon              | Aurélie Halbwachs                     | Cyclisme               | Cachemire             | [ 3 ]   |
| 120 | Mauritanie                       | Camil Doua (en)                  | Natation               | Salam Bouha Ahamdy                    | Athlétisme             | Senang                | ,       |
| 121 | Mexique                          | Emiliano Hernández               | Pentathlon moderne     | Alejandra Orozco                      | Plongeon               | La Patache            | [ 96 ]  |
| 122 | Micronésie                       | Tasi Limtiaco (en)               | Natation               | Kestra Kihleng                        | Natation               | La Patache            | [ 97 ]  |
| 123 | Moldavie                         | Dan Olaru                        | Tir à l'arc            | Alexandra Mîrca                       | Tir à l'arc            | La Patache            | [ 98 ]  |
| 124 | Monaco                           | Théo Druenne                     | Natation               | Lisa Pou                              | Natation               | La Patache            | [ 99 ]  |
| 125 | Mongolie                         | Bat-Ochiryn Ser-Od               | Athlétisme             | Oyuntsetsegiin Yesügen (en)           | Boxe                   | Jean Marais           | [ 100 ] |
| 126 | Monténégro                       | Milivoj Dukić (en)               | Voile                  | Danka Kovinić                         | Tennis                 | Jean Marais           | [ 101 ] |
| 127 | Mozambique                       | Matthew Lawrence                 | Natation               | Alcinda dos Santos                    | Boxe                   | Jean Marais           | [ 102 ] |
| 128 | Birmanie                         | Phone Pyae Han                   | Natation               | Thet Htar Thuzar                      | Badminton              | Jean Marais           | [ 3 ]   |
| 129 | Namibie                          | Alex Miller                      | Cyclisme               | Vera Looser                           | Cyclisme               | Deborah               | [ 103 ] |
| 130 | Nauru                            | Winzar Kakiouea (de)             | Athlétisme             | NC                                    | NC                     | Deborah               | [ 3 ]   |
| 131 | Népal                            | Santu Shrestha                   | Tennis de table        | Manita Shrestha Pradhan (en)          | Judo                   | Deborah               | [ 104 ] |
| 132 | Nicaragua                        | Gerald Hernández                 | Natation               | Izayana Marenco (en)                  | Judo                   | Cosmopolitan          | [ 105 ] |
| 133 | Niger                            | Abdoulrazak Issoufou Alfaga      | Taekwondo              | Samira Awali Boubacar                 | Athlétisme             | Le Diamant Bleu       | [ 3 ]   |
| 134 | Nigeria                          | Anuoluwapo Juwon Opeyori         | Badminton              | Tobi Amusan                           | Athlétisme             | Le Diamant Bleu       | ,       |
| 135 | Norvège                          | Christian Sørum                  | Beach-volley           | Katrine Lunde                         | Handball               | Le Diamant Bleu       | [ 107 ] |
| 136 | Nouvelle-Zélande                 | Aaron Gate                       | Cyclisme               | Jo Aleh                               | Voile                  | Boreas                | [ 108 ] |
| 137 | Oman                             | Ali Anwar Al-Balushi (en)        | Athlétisme             | Mazoon Al-Alawi (en)                  | Athlétisme             | Boreas                | [ 109 ] |
| 138 | Ouganda                          | Charles Kagimu                   | Cyclisme               | Gloria Muzito                         | Natation               | Boreas                | [ 110 ] |
| 139 | Ouzbékistan                      | Abdumalik Khalokov               | Boxe                   | Zaynab Dayibekova                     | Escrime                | Boreas                | [ 111 ] |
| 140 | Pakistan                         | Arshad Nadeem                    | Athlétisme             | Jehanara Nabi (en)                    | Natation               | Boreas                | [ 112 ] |
| 141 | Palaos                           | Jion Hosei (no)                  | Natation               | Sydney Francisco (de)                 | Athlétisme             | Cuba Libre            | [ 3 ]   |
| 142 | Palestine                        | Wasim Abusal                     | Boxe                   | Valerie Tarazi                        | Natation               | Le Canotier           | [ 3 ]   |
| 143 | Panama                           | Franklin Archibold               | Cyclisme               | Hillary Heron (en)                    | Gymnastique artistique | Le Canotier           | [ 113 ] |
| 144 | Papouasie-Nouvelle-Guinée        | Gibson Mara                      | Taekwondo              | Georgia-Leigh Vele (en)               | Natation               | Le Canotier           | [ 114 ] |
| 145 | Paraguay                         | Fabrizio Zanotti                 | Golf                   | Alejandra Alonso                      | Aviron                 | Le Canotier           | [ 115 ] |
| 146 | Pays-Bas                         | Worthy de Jong                   | Basket-ball            | Lois Abbingh                          | Handball               | Le Paris              | [ 116 ] |
| 147 | Pérou                            | Juan Postigos                    | Judo                   | María Luisa Doig                      | Escrime                | Le Paris              | [ 117 ] |
| 148 | Philippines                      | Carlo Paalam                     | Boxe                   | Nesthy Petecio                        | Boxe                   | Parisis               | [ 118 ] |
| 149 | Pologne                          | Przemysław Zamojski              | Basket-ball            | Anita Włodarczyk                      | Athlétisme             | Parisis               | [ 119 ] |
| 150 | Porto Rico                       | Sebastian Rivera                 | Lutte                  | Jasmine Camacho-Quinn                 | Athlétisme             | Parisis               | ,       |
| 151 | Portugal                         | Fernando Pimenta                 | Canoë-kayak (sprint)   | Ana Cabecinha                         | Athlétisme             | Clipper Paris         | [ 121 ] |
| 152 | Qatar                            | Mutaz Essa Barshim               | Athlétisme             | Shahd Ashraf                          | Athlétisme             | Clipper Paris         | [ 122 ] |
| 153 | Corée du Nord                    | Yong Myong Im                    | Plongeon               | Mun Song Hui                          | Judo                   | Clipper Paris         | [ 3 ]   |
| 154 | Roumanie                         | Marius Cozmiuc                   | Aviron                 | Ionela Cozmiuc                        | Aviron                 | Le Capitaine Fracasse | [ 123 ] |
| 155 | Rwanda                           | Eric Manizabayo                  | Cyclisme               | Clementine Mukandanga (en)            | Athlétisme             | Le Capitaine Fracasse | [ 3 ]   |
| 156 | Saint-Christophe-et-Niévès       | Naquille Harris                  | Athlétisme             | Zahria Allers-Liburd                  | Athlétisme             | Petrus III            | [ 3 ]   |
| 157 | Sainte-Lucie                     | Michael Joseph                   | Athlétisme             | NC                                    | NC                     | Joséphine             | [ 124 ] |
| 158 | Saint-Marin                      | Loris Bianchi                    | Natation               | Alessandra Gasparelli (it)            | Athlétisme             | Joséphine             | [ 125 ] |
| 159 | Saint-Vincent-et-les-Grenadines  | Alex Joachim                     | Natation               | Shafiqua Maloney                      | Athlétisme             | Joséphine             | [ 126 ] |
| 160 | Îles Salomon                     | NC                               | NC                     | Isabella Milar                        | Natation               | Chardonnay            | [ 3 ]   |
| 161 | Samoa                            | Don Opeloge (en)                 | Haltérophilie          | Iuniarra Sipaia (en)                  | Haltérophilie          | Escapade              | ,       |
| 162 | Samoa américaines                | Micah Samei                      | Natation               | Filomenaleonisa Iakopo (en)           | Athlétisme             | Escapade              | [ 3 ]   |
| 163 | Sao Tomé-et-Principe             | Roldeney De Oliveira             | Judo                   | Gorete Semedo                         | Athlétisme             | Escapade              | [ 3 ]   |
| 164 | Sénégal                          | Louis François Mendy             | Athlétisme             | Combe Seck                            | Canoë-kayak            | Escapade              | [ 128 ] |
| 165 | Serbie                           | Dušan Mandić                     | Water-polo             | Maja Ognjenović                       | Volley-ball            | Victoria              | [ 129 ] |
| 166 | Seychelles                       | Dylan Sicobo                     | Athlétisme             | Khema Elizabeth                       | Natation               | Victoria              | [ 130 ] |
| 167 | Sierra Leone                     | Joshua Wyse (en)                 | Natation               | Mariama Koroma                        | Judo                   | Victoria              | [ 3 ]   |
| 168 | Singapour                        | Ryan Lo                          | Voile                  | Shanti Pereira                        | Athlétisme             | Le Singapour          | [ 131 ] |
| 169 | Slovaquie                        | Jakub Grigar                     | Canoë-kayak            | Zuzana Paňková (en)                   | Canoë-kayak            | Le Signature          | [ 132 ] |
| 170 | Slovénie                         | Benjamin Savšek                  | Canoë-kayak            | Ana Gros                              | Handball               | Le Signature          | [ 133 ] |
| 171 | Somalie                          | Ali Idow Hassan                  | Athlétisme             | NC                                    | NC                     | Le Signature          | [ 3 ]   |
| 172 | Soudan                           | Abdalla Ahmed                    | Aviron                 | Rana Saadeldin                        | Natation               | Vagor                 | [ 3 ]   |
| 173 | Soudan du Sud                    | Kuany Kuany (en)                 | Basket-ball            | Lucia Moris (en)                      | Athlétisme             | Paris Trocadero       | [ 3 ]   |
| 174 | Sri Lanka                        | Viren Nettasinghe                | Badminton              | Dilhani Lekamge                       | Athlétisme             | Paris Trocadero       | [ 134 ] |
| 175 | Suède                            | Peder Fredricson                 | Équitation             | Josefin Olsson                        | Voile                  | Paris Trocadero       | [ 135 ] |
| 176 | Suisse                           | Nino Schurter                    | Cyclisme               | Nina Christen                         | Tir                    | Isolite               | [ 136 ] |
| 177 | Suriname                         | Irvin Hoost (sr)                 | Natation               | Kaelyn Ciara Suryanti Djoparto        | Natation               | Sam                   | ,       |
| 178 | Syrie                            | Amre Hamcho                      | Équitation             | Alisar Youssef                        | Athlétisme             | Froufrou              | [ 3 ]   |
| 179 | Tadjikistan                      | Temur Rakhimov                   | Judo                   | Mijgona Samadova (en)                 | Boxe                   | Marcel Carné          | ,       |
| 180 | Taipei chinois                   | Sun Chen                         | Breakdance             | Tai Tzu-ying                          | Badminton              | Marcel Carné          | [ 139 ] |
| 181 | Tanzanie                         | Andrew Thomas Mlugu (en)         | Judo                   | Sophia Latiff                         | Natation               | Marcel Carné          | [ 3 ]   |
| 182 | Tchad                            | Israel Madaye                    | Tir à l'arc            | Demos Memneloum                       | Judo                   | Marcel Carné          | [ 3 ]   |
| 183 | Tchéquie                         | Lukáš Krpálek                    | Judo                   | Marie Horáčková                       | Tir à l'arc            | Odeon                 | [ 140 ] |
| 184 | Thaïlande                        | Puripol Boonson                  | Athlétisme             | Vareeraya Sukasem                     | Skateboard             | L'Ivoire              | [ 141 ] |
| 185 | Timor oriental                   | Jolanio Guterres (de)            | Natation               | Ana da Costa da Silva Pinto Belo (de) | Taekwondo              | Acajou                | [ 3 ]   |
| 186 | Togo                             | Eloi Adjavon                     | Triathlon              | Naomi Akakpo                          | Athlétisme             | Acajou                | [ 3 ]   |
| 187 | Tonga                            | Maleselo Fufofuka                | Athlétisme             | Noelani Day (en)                      | Natation               | Acajou                | [ 3 ]   |
| 188 | Trinité-et-Tobago                | Dylan Carter                     | Natation               | Michelle-Lee Ahye                     | Athlétisme             | Acajou                | [ 142 ] |
| 189 | Tunisie                          | Salim Jemai                      | Canoë-kayak            | Khadija Krimi                         | Aviron                 | Sans-Souci            | [ 143 ] |
| 190 | Turquie                          | Mete Gazoz                       | Tir à l'arc            | Busenaz Sürmeneli                     | Boxe                   | Sans-Souci            | [ 144 ] |
| 191 | Turkménistan                     | Serdar Rahimov (en)              | Judo                   | Maysa Pardayeva (en)                  | Judo                   | Paris en Scène        | [ 3 ]   |
| 192 | Tuvalu                           | Karalo Hepoiteloto Maibuca       | Athlétisme             | Temalini Manatoa                      | Athlétisme             | Paris en Scène        | [ 3 ]   |
| 193 | Ukraine                          | Mykhailo Romanchuk               | Natation               | Elina Svitolina                       | Tennis                 | Paris en Scène        | [ 3 ]   |
| 194 | Uruguay                          | Emiliano Lasa                    | Athlétisme             | María Sara Grippoli (es)              | Taekwondo              | Paris en Scène        | [ 145 ] |
| 195 | Vanuatu                          | Hugo Cumbo                       | Judo                   | Priscila Tommy                        | Tennis de table        | Imagine               | [ 146 ] |
| 196 | Venezuela                        | Julio Mayora                     | Haltérophilie          | Anriquelis Barrios (en)               | Judo                   | La Guêpe Buissonnière | [ 3 ]   |
| 197 | Îles Vierges des États-Unis      | Kruz Schembri                    | Escrime                | Natalia Kuipers (en)                  | Natation               | Ivre                  | [ 147 ] |
| 198 | Îles Vierges britanniques        | Thad Lettsome                    | Voile                  | Adaejah Hodge                         | Athlétisme             | Ivre                  | [ 148 ] |
| 199 | Viêt Nam                         | Lê Đức Phát (en)                 | Badminton              | Nguyễn Thị Thật                       | Cyclisme               | Ivre                  | [ 149 ] |
| 200 | Yémen                            | NC                               | NC                     | Samer Al-Yafaee                       | Athlétisme             | Ivre                  | [ 3 ]   |
| 201 | Zambie                           | Muzala Samukonga                 | Athlétisme             | Margret Tembo                         | Boxe                   | Le Zouave de l'Alma   | [ 150 ] |
| 202 | Zimbabwe                         | Makanakaishe Charamba (en)       | Athlétisme             | Paige van der Westhuizen              | Natation               | Le Zouave de l'Alma   | [ 151 ] |
| 203 | Australie                        | Eddie Ockenden                   | Hockey sur gazon       | Jessica Fox                           | Canoë-kayak            | Le Zouave de l'Alma   | [ 152 ] |
| 204 | États-Unis                       | LeBron James                     | Basket-ball            | Coco Gauff                            | Tennis                 | L'Espoir              | ,       |
| 205 | France                           | Florent Manaudou                 | Natation               | Mélina Robert-Michon                  | Athlétisme             | Paquebot              | [ 155 ] |